# Charles R. Knight
Charles Robert Knight (Brooklyn, Nova York, 21 d'octubre de 1874 - Manhattan, Nova York, 15 d'abril de 1953) fou un artista estatunidenc, més conegut per les seves influents pintures de dinosaures i altres animals prehistòrics i de la fauna silvestre. El seu treball s'ha reproduït en nombrosos llibres, i les seves obres es troben distribuïdes pel museus i col·leccions privades de tot el món. Estudiant l'anatomia i els moviments dels éssers vius en zoos del seu país i europeus, les seves obres s'han establert com a estàndards quant als animals contemporanis i prehistòrics.
Va començar a estudiar art en el Museu Metropolità de Nova York, i més tard va acabar la seva formació en Art Students League. El seu talent era evident realitzant animals, paisatges i retrats. Knight és l'autor de Before the Dawn of History, utilitzat en institucions educatives. També és l'autor de l'obra Comparative Psychology and Anatomy of Animals, un llibre pensat per a lectors juvenils.
Milions de persones d'arreu del món estan exposades a les obres de Knight, ja que aquestes es troben en institucions com American Museum of Natural History a Nova York, el Field Museum de Chicago i el Natural History Museum de Los Angeles.